# Leonard De la Rose

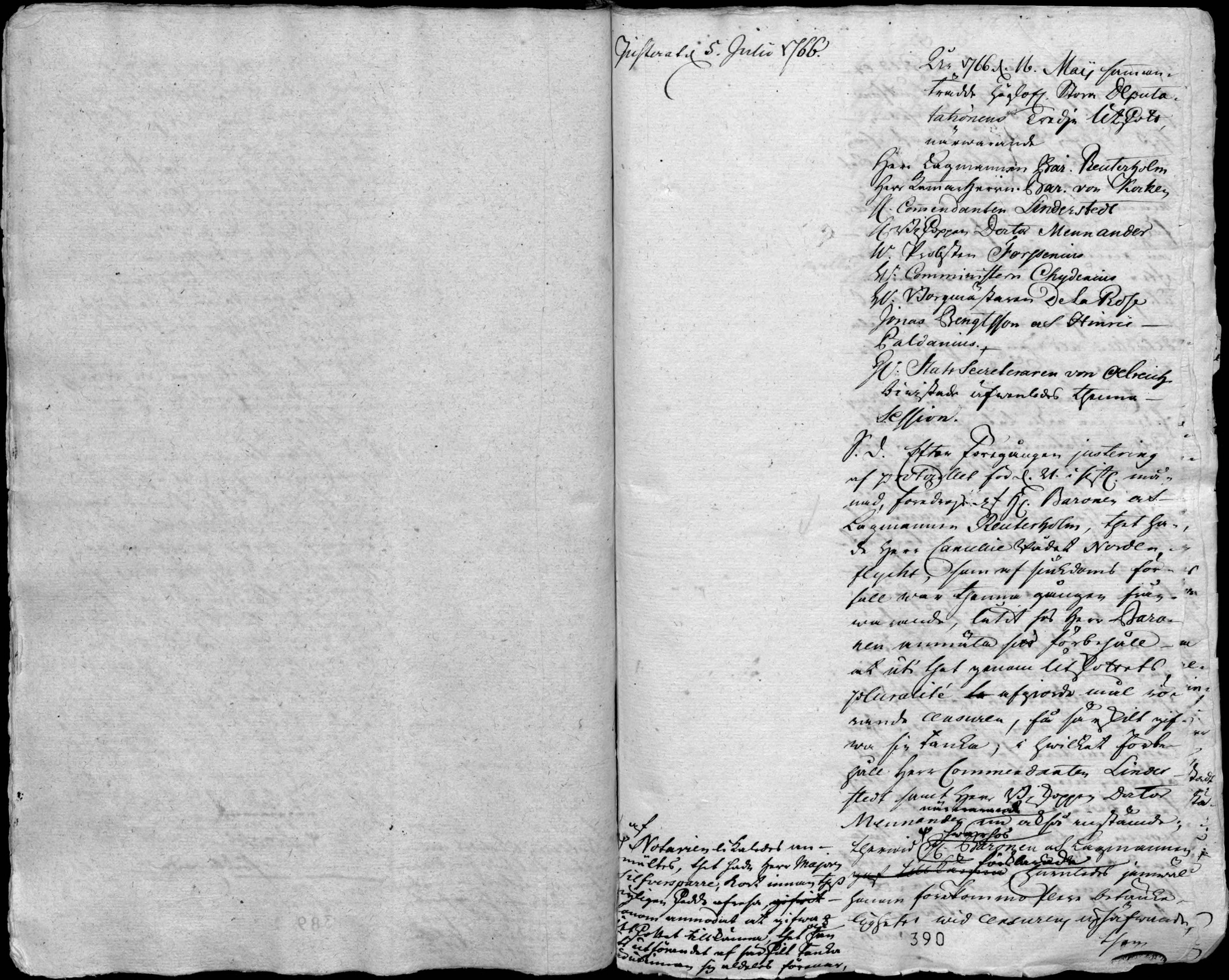
Protokoll från tredje utskottets sammanträde 16 maj 1766 där De la Rose listas bland de närvarande ca mitt på sidan.

Leonard De la Rose, född 20 januari 1723 i Lund, död 21 april 1784 i Skanör, var en svensk riksdagsledamot, borgmästare och hovrättskommissarie.
Leonard De la Rose var son till handlaren Lorens De la Rose. Han blev student vid Lunds universitet 1739 och därefter auskultant i Göta hovrätt och 1745 kommissarie där. Efter att ha verkat som stadsfiskal i Lund 1749–1751 infann han sig sommaren 1752 i Skanör där borgmästartjänsten stod ledig och anhöll om att få komma på förslag och framhävde sina tidigare förtjänster. Hans framfusighet visade sig framgångsrik, och rådmännen förde upp honom i första förslagsrummet, och han erhöll i augusti borgmästarämbetet i Skanör med Falsterbo stad.
De la Rose kom sedan att inneha tjänsten fram till sin död och blev en energisk men stridbar borgmästare. Staden var vid De la Rose tillträde som borgmästare 1752 en stad i nedgång. Han köpte en av Skanörs bästa gårdar och engagerade sig starkt i stadens näringsliv. 1760 blev han även Skanörs riksdagsledamot och deltog som representant för mösspartiet i riksdagarna 1760–1762, 1765–1766, 1769–1770, 1771–1772 och 1778–1779. 
Vid riksdagen 1765-1766 deltog De la Rose i den stora deputationens tredje utskott som utredde frågan om tryckfrihet. Utskottets arbete ledde fram till 1766 års tryckfrihetsförordning. 
1771 föreslog De la Rose även inrättades av en collegiatsskola i Skanör, men råkade vid samma tid i konflikt med det övriga borgerskapet i staden, vilket ledde till att dessa inte ville bidra till skollärarens lön, och frågan föll. Konflikterna minskade dock något i samband med att De la Rose för stadens befrämjande tagit initiativ för att flytta Trelleborgsmarknaden och handeln med den omgivande landsbygden till Skanör. Konflikterna fortsatte dock, och då Leonard De la Rose 1773 avsade sig uppdraget som stadsnotarie och istället föreslog sin son på posten, erhöll denne endast en röst, och en annan person valdes istället. Då De la Rose krävde bidrag från stadens borgerskap till ett beslutat rådhusbygge insände rådmännen till och med en besvärsskrift till landshövdingen där de önskade avsäga sig stadsrättigheterna. Landshövdingen gav dock De la Rose rätt och på hösten 1777 kunde det nya rådhuset invigas. 1777 lyckades han även inrätta en brandordning i staden. Kort före sin död 1784 lyckades han slutligen driva igenom frågan om anställandet av en skolkollega i staden.